# Friuli Grave Traminer aromatico superiore
Le Friuli Grave Traminer aromatico superiore est un vin italien de la région Frioul-Vénétie Julienne doté d'une appellation DOC depuis le 1er octobre 1985. Seuls ont droit à la DOC les vins blancs récoltés à l'intérieur de l'aire de production définie par le décret.

## Caractéristiques organoleptiques
- couleur: jaune paille plus ou moins intense
- odeur: caractéristique, intense, aromatique
- saveur: caractéristique, sèche, fine

Le  Friuli Grave Traminer aromatico superiore se déguste à une température comprise entre 8 et 10 °C. Il se boit jeune mais il se gardera 3– 4ans.

## Production
Province, saison, volume en hectolitres :
- pas de données disponible